# 服部広太郎
服部廣太郎（はっとり ひろたろう、1875年〈明治8年〉5月1日 - 1965年〈昭和40年〉9月30日）は、日本の生物学者。東京帝国大学講師。菌類を専門とした。昭和天皇の生物学の師として知られ、1925年の生物学御研究所の開設に携わった。徳川義親とも関係が深く、1923年から徳川生物学研究所所長を務める。服部学園（御茶の水美術学院・御茶の水美術専門学校・アートジム）の創立者でもある。父、服部親臣は尾張徳川家所縁のある尾張藩士だと言われている。

## 経歴
・1911年に徳川義親が同大学理科大学生物学科に学士入学した際には、講師となっていた服部が口利きをしたとされる。
・1914年、宮内庁御学問所御用掛に任ぜられ、東宮（のちの昭和天皇）に生物学を講じる。
・同年、御用掛に任ぜられた東洋史学者の白鳥庫吉とは、互いの子の服部親行と白鳥美千代を通じて姻戚関係にあった。
・1923年、徳川生物学研究所の所長に就任。その後、昭和天皇による生物学研究所の開設を取仕切り、1925年開設された生物学御研究所の主任に就任。第二次世界大戦後も侍従職御用掛として、昭和天皇の生物学研究を支えた。

## 人物
服部廣太郎の人物を知る資料として、下記の記事が残っている。
・多数の人が常に無心で見て、何の興味をも感じない一片の木の葉、其木の葉の一生は如何なるものなのかを研究すれば、ここにも造化の妙機が窺われるのである。「造形の妙機」（家庭必読通俗科学　婦人叢書；第1編　1908年（明治31.6）P.88）
・　“吹く風の色のちぐさにみえつるは　秋の木の葉の散ればなりけり”（古今集）凡ての葉の一生は斯くの如きもので、委細に玩味すれば、一片の木の葉にも、無限の意味があるやうに思はれる。「無限の意味」（家庭必読通俗科学　婦人叢書；第1編　1908年（明治41）P.96）

・私は初めからこう信じていた。自然科学というものの道筋は、事実に即してそれから理論に入るのが本道である。そのためにはどうしても現物に接触しなくてはならん。現物に接触するには、われわれの方の部門でいえば動植物を採取しなければならん。そして自分で観察しなければならん。「事実に即して」（科学朝日　1948年（昭和23）生物学御研究室の天皇）

## 著作

### 単著
- 『細菌』岩波書店〈岩波講座生物学 9 植物学 4〉、1930年10月。 NCID BN08694350。全国書誌番号:46078580。
  - 『細菌』（増訂版）岩波書店〈岩波講座生物学 9 植物学 4〉、1934年2月。 NCID BN11166871。全国書誌番号:69022007。

### 編集
- 『那須ヶ嶽のつつじ』服部広太郎、1935年10月。 NCID BA83814851。
- 『那須産変形菌類図説』服部広太郎、1935年11月。 NCID BA32890910。全国書誌番号:46067250。
  - 生物学御研究所 編『那須産変形菌類図説』（増訂版）三省堂、1964年10月。 NCID BN04310264。全国書誌番号:65008165。

## 栄典
- 1940年（昭和15年）8月15日 - 紀元二千六百年祝典記念章[5]